# Howie Long
Howard Michael Long (Somerville, Massachusets, 6 de enero de 1960), más conocido como Howie Long, es un exjugador profesional estadounidense de fútbol americano que se desempeñó en la posición de defensive end en la National Football League (NFL). Es miembro del Salón de la Fama del Fútbol Americano Profesional.

## Carrera
Long jugó como profesional trece temporadas en Las Vegas Raiders (1981-1993), equipo en el que se retiró.

## Reconocimiento
El 29 de julio de 2000, ingresó como miembro al Salón de la Fama del Fútbol Americano Profesional.